# Cian Shields
Cian Shields (Glasgow, 7 de março de 2005), é um automobilista britânico que atualmente compete no Campeonato de Fórmula 2 da FIA pela equipe AIX Racing. Anteriormente, disputou a Fórmula 3 em 2024 e foi vice-campeão da Eurofórmula Open em 2023.

## Biografia
Nascido em Glasgow, na Escócia, Cian Shields é filho de Seamus e Daniella Shields. Ele correu com a licença escocesa no início da carreira, mas atualmente, corre sob a bandeira britânica. Cian gosta de rap e de esportes como futebol, futebol americano e boxe, que ele pratica como hobby. Ele admira os pilotos de Fórmula 1 Ayrton Senna e Max Verstappen, além da lenda do basquete Michael Jordan.

## Carreira

### Kart
Shields começou no kart aos 11 anos em 2016. Em 2017, ele competiu no IAME Cadets, sendo treinado pelo piloto britânico de GT Dean MacDonald. Em 2019, Shields se tornou campeão da IAME Series Benelux na categoria X30 Junior.

### Fórmulas inferiores

#### GB3
Em 2022, Shields começou sua carreira em monopostos ao se juntar à Hitech Grand Prix no Campeonato GB3. Ele conquistaria sua primeira vitória na corrida de grid invertido em Silverstone, segurando Nick Gilkes nas voltas finais. Posteriormente, somou mais dois pódios e se classificou em décimo terceiro.

#### Eurofórmula Open

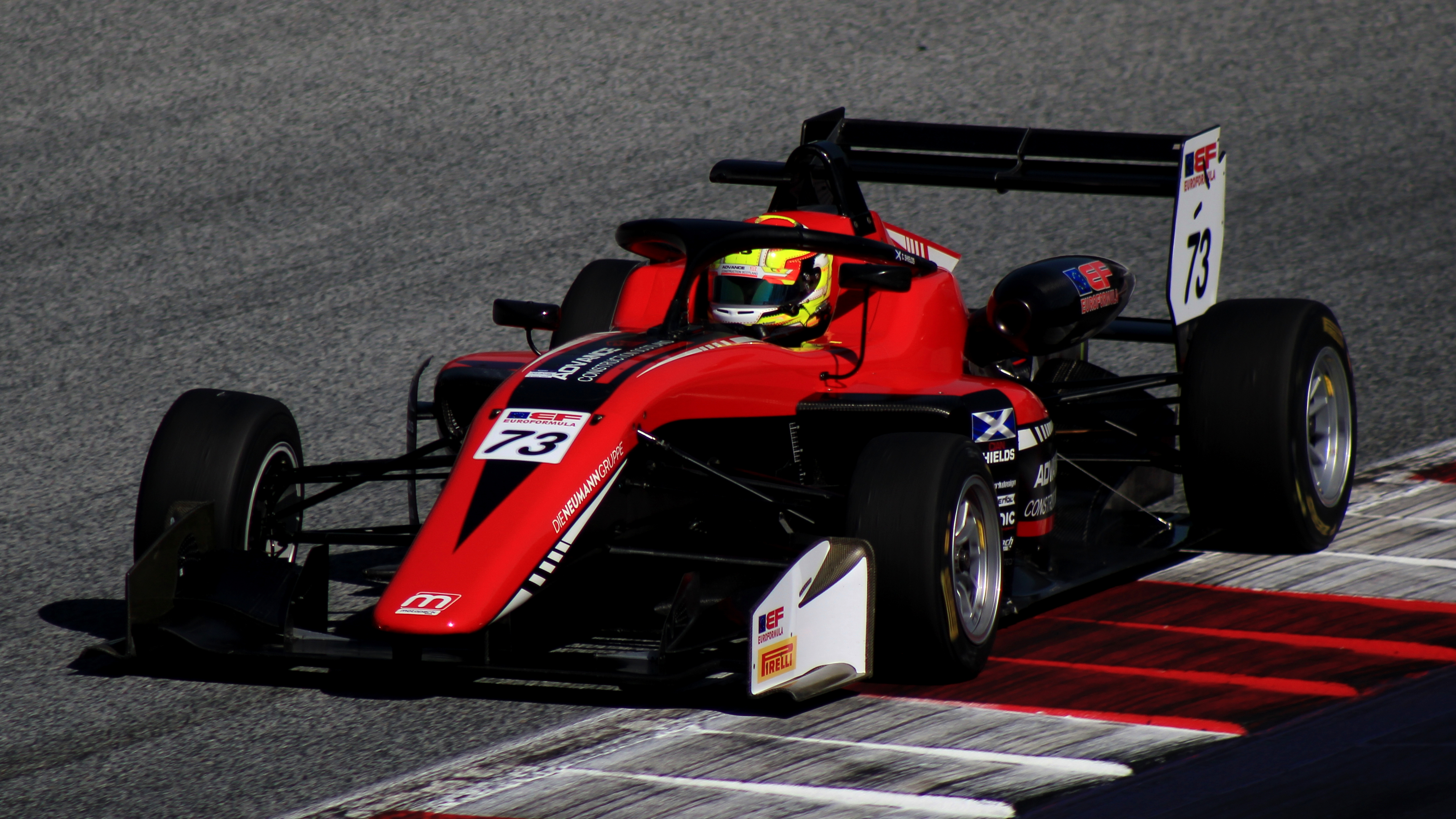
Shields em Spielberg em 2023

Shields mudou-se para o Eurofórmula Open em 2023, pilotando pela Team Motopark. Ao longo da temporada, Shields conquistou quatro vitórias em Spa-Francorchamps, Paul Ricard, Red Bull Ring e Mugello, fazendo mais seis pódios e aparecendo no Top-10 em todas as corridas, exceto uma em que ele abandonou. No entanto, seus resultados foram insuficientes para tirar o título de seu companheiro de equipe Noel León, e Shields se contentou com o vice-campeonato, somando 307 pontos, dezoito a mais do que o terceiro colocado Francesco Simonazzi, mas 87 a menos do que León, o campeão dominante.

#### Eurocup-3
Em maio de 2023, Shields também entrou na rodada de abertura da recém-formada categoria de fórmula regional Eurocup-3, representando a Palou Motorsport, mas não conseguiu começar nenhuma das corridas.

### Fórmula 3

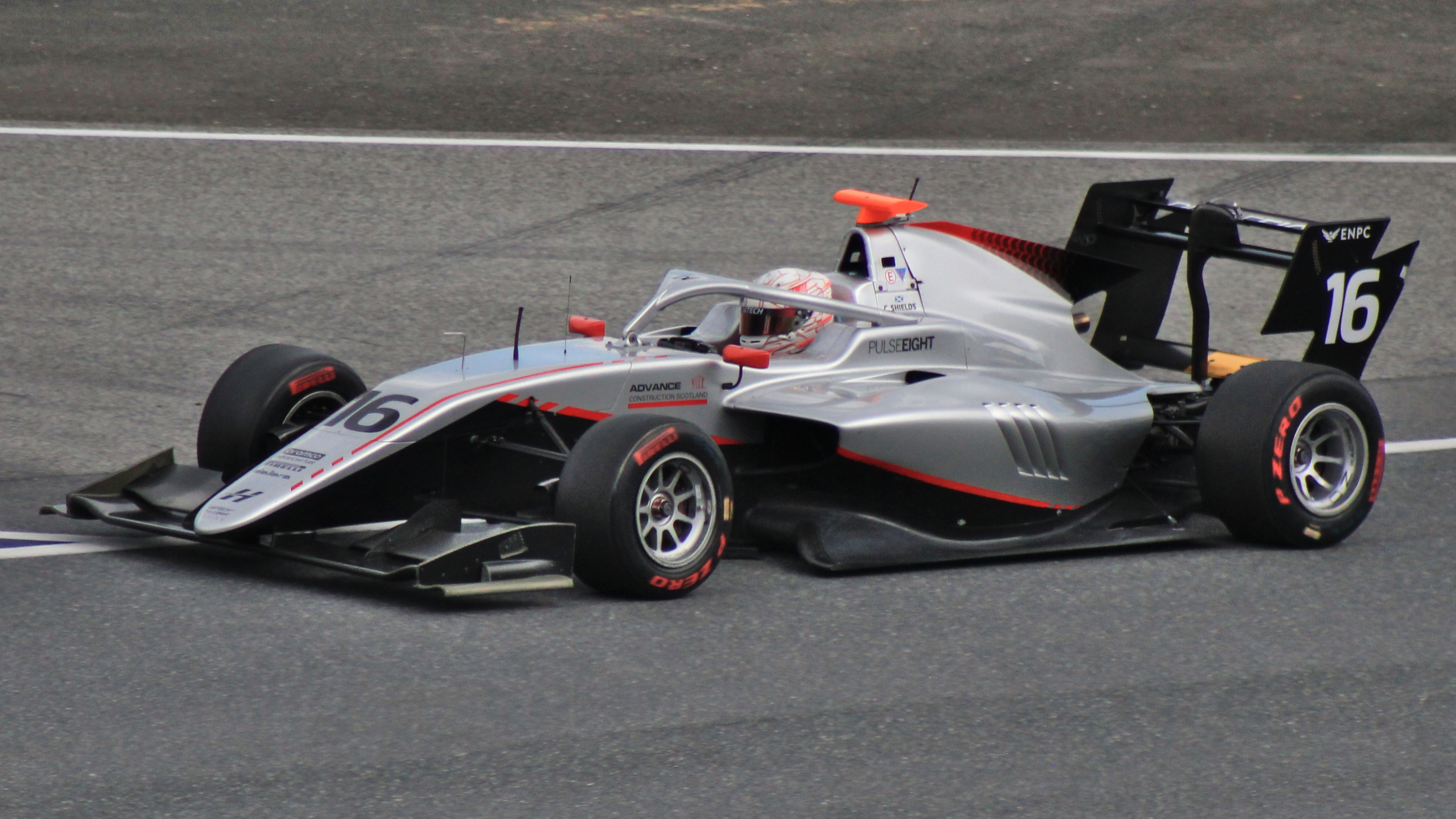
Shields no Red Bull Ring em 2024

No final de 2023, Shields voltou a se juntar a equipe Hitech Pulse-Eight para os testes de pós-temporada do Campeonato de Fórmula 3 da FIA. Mais tarde, em dezembro, Shields foi anunciado para pilotar pela Hitech durante a temporada da Fórmula 3 de 2024, sendo companheiro de Luke Browning e Martinius Stenshorne. O ano provou ser um desafio, já que Shields terminou em último lugar entre todos os competidores em tempo integral e não marcou pontos, enquanto Stenshorne ficou doze posições acima dele e marcou 38 pontos, e Browning foi o terceiro colocado, marcando 128 pontos.

### Fórmula 2
Shields participou das duas últimas rodadas da temporada de Fórmula 2 de 2024 com a equipe AIX Racing, substituindo Niels Koolen e sendo novo companheiro de Joshua Dürksen. Ele se beneficiou de um pit stop sob condições de carro de segurança na corrida principal do Catar para terminar em décimo primeiro, embora também tenha se classificado em último para aquela rodada e para a de Abu Dhabi. Shields finalizou o ano em trigésimo e antepenúltimo lugar, à frente apenas de Max Esterson e Koolen, que também disputaram a mesma quantidade de provas que a dele. Depois disso, Shields participou do teste de pós-temporada realizado em Abu Dhabi.
Em janeiro de 2025, foi anunciado que Shields seguiria na AIX para a temporada seguinte da Fórmula 2, formando novamente dupla com Dürksen.

## Resultados

### Resumo da carreira
| Temporada | Categoria                     | Equipe             | Corridas | Vitórias | Poles | V.M.R. | Pódios | Pontos | Posição |
| --------- | ----------------------------- | ------------------ | -------- | -------- | ----- | ------ | ------ | ------ | ------- |
| 2022      | Campeonato GB3                | Hitech Grand Prix  | 24       | 1        | 0     | 0      | 3      | 186,5  | 13º     |
| 2022      | Prototype Challenge - Radical | 360 Racing         | 2        | 0        | 0     | 0      | 0      | 0      | NC†     |
| 2023      | Eurofórmula Open              | Motopark Team      | 23       | 4        | 0     | 3      | 10     | 307    | 2º      |
| 2023      | Eurocup-3                     | Palou Motorsport   | 0        | 0        | 0     | 0      | 0      | 0      | NC      |
| 2024      | Fórmula 3                     | Hitech Pulse-Eight | 20       | 0        | 0     | 0      | 0      | 0      | 30º     |
| 2024      | Fórmula 2                     | AIX Racing         | 4        | 0        | 0     | 0      | 0      | 0      | 30º     |
| 2025      | Fórmula 2                     | AIX Racing         | 0        | 0        | 0     | 0      | 0      | 0      | ?*      |

† Como Shields era um piloto convidado, ele não estava qualificado para marcar pontos.
(*) Temporada ainda em andamento.